# Садовый (Новопокровский район)
Садовый — посёлок в Новопокровском районе Краснодарского края.
Входит в состав Незамаевского сельского поселения.

## География

### Улицы
- ул. Октябрьская,
- ул. Первомайская,
- ул. Садовая.

## Население
| 2002 | 2010 |
| ---- | ---- |
| 159  | ↘96  |